# Kaempferia sawanensis
Kaempferia sawanensis är en enhjärtbladig växtart som beskrevs av Chayan Picheansoonthon och Koonterm. Kaempferia sawanensis ingår i släktet Kaempferia och familjen Zingiberaceae. Inga underarter finns listade i Catalogue of Life.